# Bongaree
Bongaree est une banlieue du Conseil regional de Moreton Bay dans l'État du Queensland en Australie. Elle est située plus précisément à l'ouest de Bribie Island adjacente à Pumicestone Passage. Elle est donc toute proche du littoral. Au recensement effectué en 2006, la banlieue enregistra une population de 14 275 habitants, pour une moyenne d'âge de 55 ans.